# Trimorus varicornis
Trimorus varicornis är en stekelart som först beskrevs av Walker 1836.  Trimorus varicornis ingår i släktet Trimorus, och familjen gallmyggesteklar. Arten är reproducerande i Sverige.